# Barbette
Barbette is een kleine verhoging waarachter kanonnen enigszins beschermd schoten kunnen afvuren.

## Toepassing op land

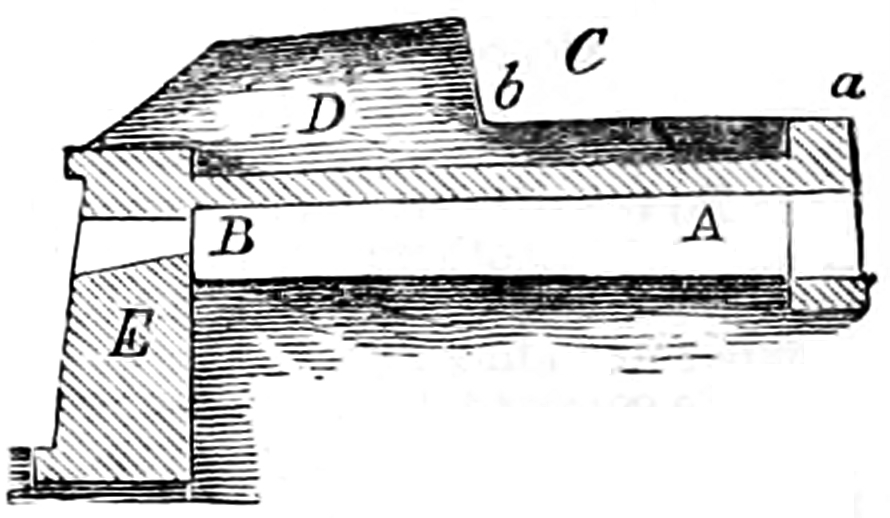
Doorsnede van een 19e-eeuws fort. Een kanon op de positie C vuurt van achter een barbette en een kanon bij B staat in een kazemat

Oorspronkelijk werd de barbette gebruikt op het land en in forten. Het was een kleine verhoging waarachter kanonnen werden opgesteld. Ze waren hierdoor enigszins beschermd tegen vijandig vuur. In tegenstelling tot kanonnen in kazematopstelling was het nadeel dat de kanonnen achter een barbette niet van boven werden beschermd, maar zo'n opstelling had als belangrijk voordeel dat de kanonnen hoger gericht konden worden en ook een grotere vuursector konden bestrijken. De barbette lijkt veel op de traditionele borstwering. 

## Gebruik op zee

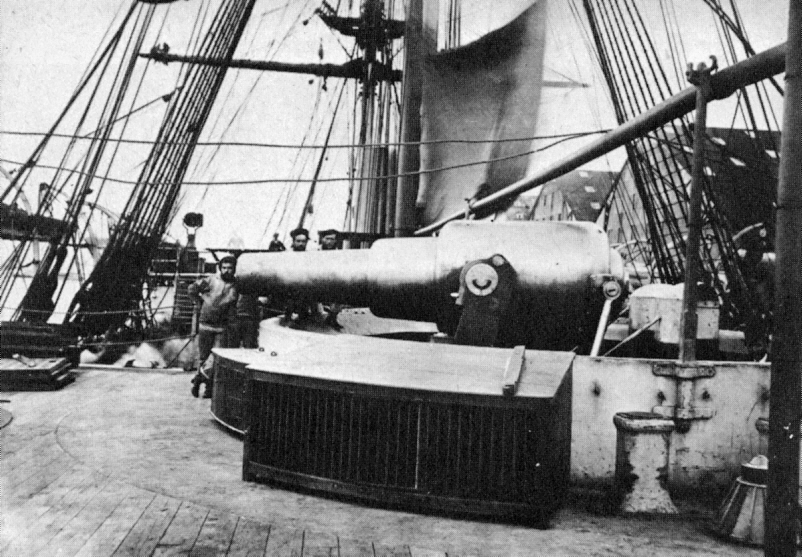
Barbette op het Britse schip HMS Temeraire (1876)

Bij oorlogsschepen werd de barbette ook voor een korte periode gebruikt. In de tweede helft van de 19e eeuw werden kanonnen op oorlogsschepen omgeven door een zwaar pantser. Het pantser was cirkel- of peervormig en de kanonnen vuurden over de bovenrand van de barbette. De barbette was van boven geheel open. Het gebruik van de barbette werd voor het eerst toegepast door de Franse marine. Rond 1890 raakte de barbette buiten gebruik, de kanonnen kregen een zwaarder kaliber, de vuursnelheid nam toe en ook de granaten kregen scherfwerking waardoor de bemanning te kwetsbaar werd.
De kanonnen werden nadien geheel door pantserplaten omsloten in een geschuttoren. De barbette bleef, maar verdween onder het dek. De barbette diende nu voor de bescherming van de machinerie om de toren te draaien en de toevoerkanalen van de munitie uit het onderschip. Na de Tweede Wereldoorlog nam het gebruik van de barbettetoren af.

## Naslagwerk
- (en)  Beeler, John. Birth of the Battleship: British Capital Ship Design, 1870–1881. ISBN 1-86176-167-8.

acces · affuit · approche · arsenaal · banket · barbacane · barbette · bastion · bastei · batterij · bedekte weg · beer · berm · blokhuis · bolwerk · borstwering · bres · buitenwerk · bunker · bonnet-traverse · caponnière · circumvallatielinie · citadel · contravallatielinie · contre-approche · contrefossé · contregarde · coupure· contrescarpe · courtine · couvre-face · cunette · damsluis · Dienst der Fortificatiën · demi-lune · dwingel · enveloppe · erkertoren · escarpe · face · faussebraye · flank · flèche · fort · fossé · glacis · gracht · halve maan · hamei · hoornwerk · inundatie ·  inundatiekanaal · inundatiesluis · Italiaans vestingstelsel · kat · kazemat · keel · kroonwerk · kruithuis · landpoort · linie · lunet · mezekouw · Nieuw Nederlands Vestingstelsel · onderwal · ontmanteling · opril · Oud-Nederlands vestingstelsel · palissade · papenmuts · plongee · polygonaal stelsel · poortgebouw · poterne · pulvertoren · ravelijn · redan · redoute · reduit · retranchement · rondeel · saillant · sas · schans · schietgat · schilderhuis · schootsveld · singel · sortie · stadsmuur · stadspoort · tamboer · terreplein · tenaille · tobruk · torenfort · traverse · valhek · verdedigingswerk · vesting · vestingstad · voorwerk · wal · walstraat · waltoren · wapenplaats · waterlinie · waterpoort · weermuur · wolfskuil · zwaluwstaart